# Александър Генов
Александър Генов е български революционер, деец на Вътрешната македоно-одринска революционна организация.

## Биография
Александър Генов е роден на 28 януари 1886 година в Търново-Сеймен, днес Симеоновград. Учи в гимназия в София между 1901 и 1902 година и в Пловдив през 1903 година, но не я завършва. Присъединява се към ВМОРО и през март 1903 година тръгва за Македония с четата на Никола Дечев, но на границата е върнат поради младостта си. През лятото на 1903 година влиза в Одринска Тракия с четата на Димитър Общински. През 1905 година влиза в струмишката чета на Христо Чернопеев, а оттам се прехвърля в гевгелийската чета на Сава Михайлов. Убит е в сражение с турски аскер в местността Голема Рудина край Смол на 8 февруари 1905 година.